# En defensa de Quincti
En defensa de Quincti (en llatí: Oratio pro Publio Quinctio o Pro Quinctio) és un discurs judicial escrit l'any 81 aC per l'escriptor i polític romà Marc Tul·li Ciceró. És el primer discurs conegut de Ciceró, ja que es creu que va escriure d'altres però no es van publicar o conservar.